# Lijst van graven van Comminges

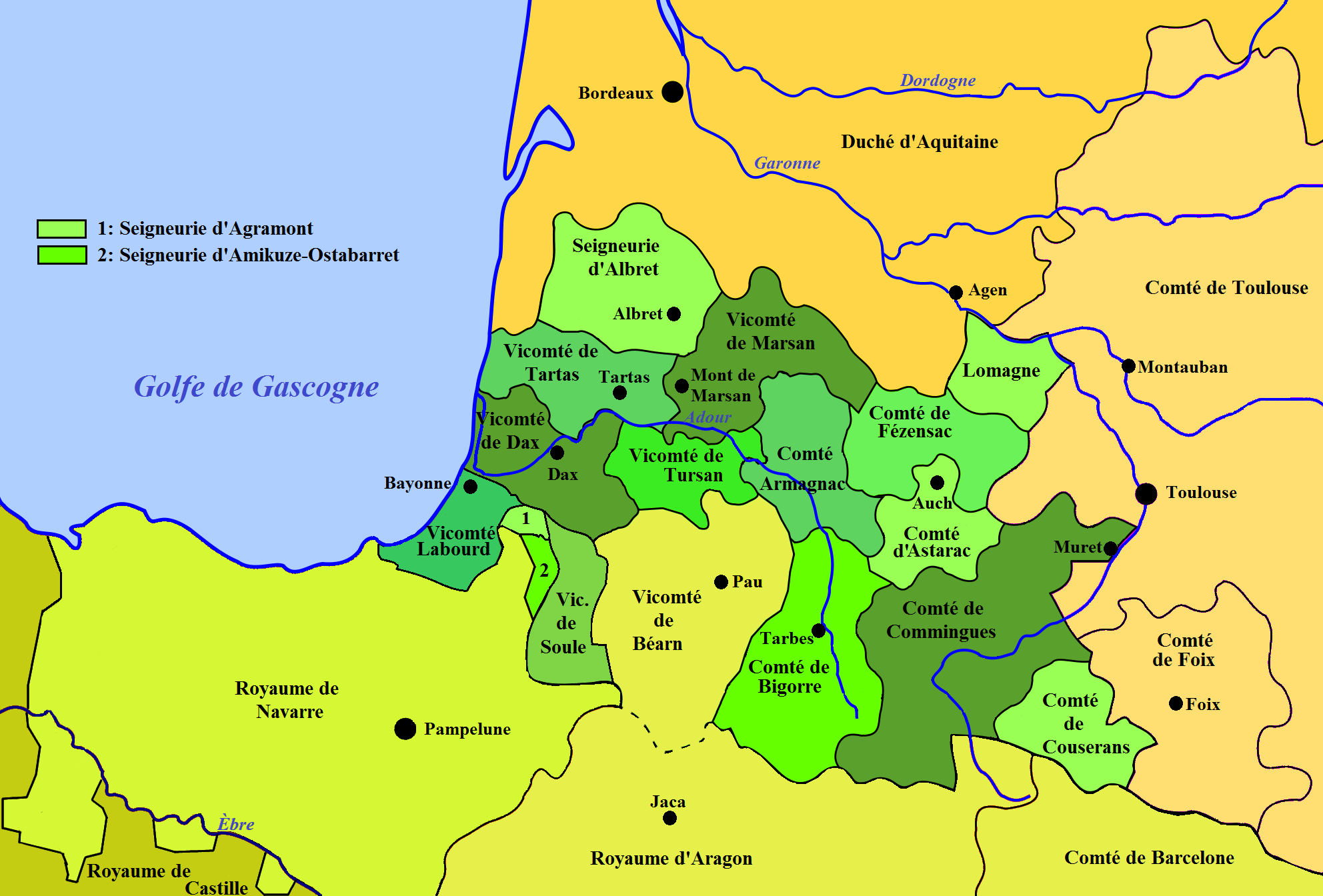
Ligging van het graafschap Comminges in het hertogdom Gascogne, 1150.

Dit artikel bevat een lijst van graven van Comminges, een Franse regio ten noorden van de Pyreneeën.

## Erfelijke graven
- 920-957: Arnold I (overleden in 957), huwde met gravin Arsinde van Carcassonne
- 957-988: Arnold II (overleden in 988), vermoedelijk de zoon van Rogier, broer van Arnold I.
- 988-1035: Odo, vermoedelijk de broer van Arnold II
- 1003-1035: Rogier II, vermoedelijk de broer van Odo
- 1035-1070: Arnold III, zoon van Rogier II
- 1070-1105: Rogier III, zoon van Arnold III
- 1105-1145: Bernard I, zoon van Rogier III, huwde met Dias van Samatan en was de vader van Bernarde, echtgenote van burggraaf Roger I Trencavel van Carcassonne
- 1145-1153: Bernard II, zoon van Bernard I
- 1153-1176: Bernard III, broer van Bernard II, geboren onder de naam Dodo, huwde met een dochter van graaf Alfons Jordaan van Toulouse
- 1176-1225: Bernard IV (overleden in 1225), zoon van Bernard III, huwde in 1180 met gravin Beatrix III van Bigorre, in 1195 met Comtors, dochter van burggraaf Arnold Willem de la Barthe en in 1197 met Maria van Montpellier, dochter van heer Willem VIII van Montpellier
- 1225-1241: Bernard V (overleden in 1241), zoon van Bernard IV, huwde met Cecilia, dochter van graaf Raymond Rogier van Foix
- 1241-1295: Bernard VI (overleden in 1295), zoon van Bernard V, huwde met Theresa
- 1295-1312: Bernard VII, zoon van Bernard VI, huwde met Laura van Montfort, dochter van heer Filips II van Castres
- 1312-1336: Bernard VIII, zoon van Bernard VII, huwde eerst met Puelle, dochter van graaf Gerold VI van Armagnac, daarna met Margaretha, dochter van burggraaf Raymond VI van Turenne en ten slotte met Martha, dochter van baron Bernard de l'Isle-Jourdain
- 1336-1339: Jan (overleden in 1339), zoon van Bernard VIII
- 1339-1341: Peter Raymond I (overleden in 1341), broer van Bernard VIII, huwde eerst met Constance, dochter van graaf Bernard IV of Bernard V van Astarac en daarna met Françoise van Fézensac
- 1341-1376: Peter Raymond II (overleden in 1376), zoon van Peter Raymond I, huwde met Johanna, dochter van graaf Bernard VIII van Comminges
- 1376-1443: Margaretha (1363-1443), huwde in 1378 met graaf Jan III van Armagnac, in 1392 met Jan II van Armagnac, graaf van Pardiac en burggraaf van Fézensaguet en in 1419 met graaf Matheus van Foix-Comminges

Na het overlijden van Margaretha in 1443 ging het graafschap Comminges naar de Franse kroon. Haar echtgenoot Matheus kreeg tot aan zijn overlijden in 1453 het nutsgebruik over Comminges.

## Graven met het levenslang nutsgebruik over Comminges
- 1461-1473: Jean de Lescun, maarschalk van Frankrijk
- 1478-1490: Odet d'Aydie, admiraal van Frankrijk